# Buellia uberior
Buellia uberior är en lavart som beskrevs av Anzi. Buellia uberior ingår i släktet Buellia och familjen Physciaceae.  Arten är reproducerande i Sverige. Inga underarter finns listade i Catalogue of Life.